# Petnye vára
Petnye vára (horvátul: Utvrda Petnja) egy középkori várhely Horvátországban, Bród-Szávamente megyében, Završje település határában.

## Fekvése
Petnye középkori várának („castrum Pethna, castrum Pethnewar”) maradványai Završje falutól északkeletre, egy 245 méteres magasságú, ma Gradinának nevezett keskeny gerincen találhatók. A maradványok észak-déli irányban húzódnak.

## Története
A történeti források Glogovica és Petnye („Golgoa et Pethna”) birtokait IV. Béla idejében, 1258-ban említik először. Ebben az időben a birtok Borics báné volt, aki azt a Rátót nembeli Lóránd nádornak adta el. 1280-ban „Castrum Pethne” néven említik, amikor a „Gramachnyk” nevű földet, mint Petnye vára mellett fekvőt („terra Gramachnyk iuxta castrum Pethne”) említik. Lóránd fiai 1282-ben a pozsegai káptalan előtt kelt oklevélben Velikei Ivánka fia Benedeknek adták zálogba. Ettől kezdve a vár a velikei uradalomhoz tartozott, melynek központja a Papuk-hegység alatti Velike volt. A 15. században a forrásokban a vár általában Petnyevár néven szerepel. 1449-ben Velikei Miklós Katalin nevű lányát hozzáadta a bosnyák királyi család, a Kotromanićok Radivoj nevű tagjához és a vár „Castrum Pethna” néven a lány hozományaként szerepelt. Ennek ellenére Miklós 1455-ben Petnye várát („Castrum Pethnewar”) részét három lányának, Annának, Katalinnak és Dorottyának hagyta, és a Radivoj Kotromanić-csal kötött szerződés soha nem valósult meg. 1470-ben a Velikeiek új örökösödési szerződést kötöttek a grabari Beriszlókkal, mely szerint az egyik fél vér szerinti örökös nélküli kihalása esetén örökli a másik birtokait. Ebben „Castrum Pethenyewara” néven szerepel. Ez a szerződés 1489-ben valósult meg, amikor Beriszlók a Velikei birtokok egyes részeinek köztük Petnyevár (Pethnewar) tulajdonosai lettek. Ezt követően a Petnye várát már nem említik. A vár melletti település templomát 1434-ben említik. Később eltűnik a dokumentumokból. Ma csak egy Petnja nevű patak őrzi az egykori vár és település nevét.

## A vár mai állapota
A vár épületei nem maradtak fenn, ma alaprajzát csak a terepalakzatok és az összeomlott falak térbeli elhelyezkedése alapján lehet meghatározni. A vár eredetileg három részből állt, amelyek közül az alaprajz szerint a legnagyobb rész (vármag) a keskeny gerinc déli oldalán található. Rajta a 22x16 m-es téglalap alakú vár falainak épületmaradványai, amelyek falai észak felé kissé kúpos alakba mennek át. A vármag déli oldalán két szimmetrikus szoba összeomlott falai láthatók, amelyek valószínűleg a palota lakóhelyiségéhez tartoztak. Észak felé és a szakadék felé, amely az erőd déli magját választja el a középső résztől, egy védőtorony falainak maradványai láthatók, amelyek valószínűleg a legnagyobb részhez tartoztak. A középső rész kör alakú, 13 m méretű, a déli résztől pedig egy 7,5 m széles szakadék választja el. Ez a rész elővédként, vagy egyszerűen akadályként szolgálhatott az erőd ostromához szükséges pozíciók elfoglalásához. Északon található az ovális alaprajz legkisebb és legalacsonyabb része, mely 6 m nagyságú és 3 m magas. Ezt a részt a középső szakasztól 3 m széles árok választja el. A déli rész lábánál nyugati oldalán 2–3 m vastag körítőfal maradványai találhatók. A vár kőből épült. Az alaprajz tipológiai jellemzőit és a térben való elhelyezkedését tekintve a jellegzetes hosszanti fekvésű hegyvidéki erődítmények csoportjába tartozik, amelyek általában a 13. és a 14. században épültek. A vár alaprajzának tipológiai jellemzői hasonlóságot mutatnak a Papuk lejtőire épített velikei erőd alaprajzával (13.-15. század), amelynek tulajdonosai a Velikeiek voltak. Mérete és alaprajza azt mutatja, hogy a 13. század második felében épített erődítményről lehet szó. A többi erődítményhez hasonlóan a védekezési módszer megváltozása és a lőfegyverek bevezetése miatt a régebbi erődítményt valószínűleg a 15. század utolsó évtizedeiben, majd a 16. században az oszmán veszély hatására újjáépítették és megerősítették.